# Edmonton-Ouest
Pour les articles homonymes, voir Edmonton (homonymie).
Circonscription électorale fédérale du Canada
Edmonton-Ouest est une circonscription électorale fédérale de l'Alberta, située comme son nom l'indique dans le nord-ouest de l'agglomération d'Edmonton. 
La circonscription d'Edmonton-Ouest est créée initialement en 1914 d'une partie d'Edmonton, et représentée à partir des élections générales de 1917. Abolie en 1987, elle est alors redistribuée parmi Edmonton-Nord-Ouest et Edmonton-Sud-Ouest. La circonscription réapparait en 1996 avec des parties d'Edmonton-Nord-Ouest, Edmonton-Sud-Ouest et Edmonton-Est. À nouveau abolie en 2003, elle est redistribuée parmi Edmonton-Centre et Edmonton—Spruce Grove. Lors du redécoupage de 2012, la circonscription réapparaît à partir d'Edmonton-Centre et d'Edmonton—Spruce Grove.

## Géographie
Depuis le redécoupage de 2022, les circonscriptions limitrophes sont
- au nord : Edmonton-Nord-Ouest et Edmonton-Centre
- au nord-est : Edmonton Strathcona
- à l'est : Edmonton Riverbend
- au sud et à l'ouest : Parkland.

En 1933, une partie d'Edmonton-Ouest sert à la création de la circonscription de Jasper—Edson.
En 1996, la circonscription d'Edmonton-Ouest comprenait:
- Une partie de la ville d'Edmonton comprise entre la 215e rue, 79e avenue, 170e rue, 95e avenue, 149 rue, le ravin McKinnon, la rivière Saskatchewan Nord, 109 rue, 104e avenue, 103e avenue, 97e rue, la voie ferrée du Canadien National et la St. Albert Trail.

Lors du redécoupage électoral de 2022, la circonscription perd la portion nord de son territoire au profit d'Edmonton-Nord-Ouest et Edmonton-Centre, mais gagne quelques quartiers au sud-est à partir d'Edmonton Riverbend.

## Liste des députés
| Législature                                              | Années       | Député                | Député                     | Parti                     |
| -------------------------------------------------------- | ------------ | --------------------- | -------------------------- | ------------------------- |
| Edmonton-Ouest issue d'Edmonton                          |              |                       |                            |                           |
| 13e                                                      | 1917–1921    |                       | William Antrobus Griesbach | Unioniste                 |
| 14e                                                      | 1921–1925    |                       | Donald MacBeth Kennedy     | Progressiste              |
| 15e                                                      | 1925–1926    |                       | Charles Stewart            | Libéral                   |
| 16e                                                      | 1926–1930    |                       | Charles Stewart            | Libéral                   |
| 17e                                                      | 1930–1935    |                       | Charles Stewart            | Libéral                   |
| 18e                                                      | 1935–1940    | James Angus MacKinnon |                            | Libéral                   |
| 19e                                                      | 1940-1945    | James Angus MacKinnon |                            | Libéral                   |
| 20e                                                      | 1945–1949    | James Angus MacKinnon |                            | Libéral                   |
| 21e                                                      | 1949–1953    | George Prudham        |                            | Libéral                   |
| 22e                                                      | 1953–1957    | George Prudham        |                            | Libéral                   |
| 23e                                                      | 1957–1958    |                       | Marcel Lambert             | Progressiste-conservateur |
| 24e                                                      | 1958–1962    |                       | Marcel Lambert             | Progressiste-conservateur |
| 25e                                                      | 1962–1963    |                       | Marcel Lambert             | Progressiste-conservateur |
| 26e                                                      | 1963–1965    |                       | Marcel Lambert             | Progressiste-conservateur |
| 27e                                                      | 1965–1968    |                       | Marcel Lambert             | Progressiste-conservateur |
| 28e                                                      | 1968–1972    |                       | Marcel Lambert             | Progressiste-conservateur |
| 29e                                                      | 1972–1974    |                       | Marcel Lambert             | Progressiste-conservateur |
| 30e                                                      | 1974–1979    |                       | Marcel Lambert             | Progressiste-conservateur |
| 31e                                                      | 1979–1980    |                       | Marcel Lambert             | Progressiste-conservateur |
| 32e                                                      | 1980–1984    |                       | Marcel Lambert             | Progressiste-conservateur |
| 33e                                                      | 1984–1988    | Murray Dorin          |                            | Progressiste-conservateur |
| Dissoute parmi Edmonton-Nord-Ouest et Edmonton-Sud-Ouest |              |                       |                            |                           |
| Recréée de Edmonton-Nord-Ouest et Edmonton-Sud-Ouest     |              |                       |                            |                           |
| 36e                                                      | 1997–2000    |                       | Anne McLellan              | Libéral                   |
| 37e                                                      | 2000–2004    |                       | Anne McLellan              | Libéral                   |
| Dissoute parmi Edmonton-Centre et Edmonton—Spruce Grove  |              |                       |                            |                           |
| Recréée de Edmonton-Centre et Edmonton—Spruce Grove      |              |                       |                            |                           |
| 42e                                                      | 2015–2019    |                       | Kelly McCauley             | Conservateur              |
| 43e                                                      | 2019–2021    |                       | Kelly McCauley             | Conservateur              |
| 44e                                                      | 2021–Présent |                       | Kelly McCauley             | Conservateur              |

## Résultats électoraux
|       | Candidat           | Parti              | # de voix | % des voix |
|       | Kelly McCauley     | Conservateur       | +26 370,  | 49,33 %    |
|       | Karen Leibovici    | Libéral            | +18 649,  | 34,89 %    |
|       | Heather MacKenzie  | NPD                | +06 955,  | 13,01 %    |
|       | Pam Bryan          | Vert               | +01 037,  | 1,94 %     |
|       | Peggy Morton       | Marxiste-léniniste | +00105,   | 0,2 %      |
|       | Alexandre Dussault | Parti libertarien  | +00341,   | 0,64 %     |
| Total | Total              | Total              | 53 457    | 100 %      |